# Список бригинтендантов РККА, ВМФ и войск НКВД СССР (1935—1943)
Список начальствующего военно-хозяйственного и административного состава Рабоче-Крестьянской Красной Армии, Военно-морского флота СССР и войск НКВД содержит фамилии получивших звания бригинтендант, дивинтендант, коринтендант в период с 1935 по 1943 год и присвоенные им после 1943 года звания полковник интендантской службы, генерал-майор интендантской службы и генерал-лейтенант интендантской службы.
| Список начальствующего военно-хозяйственного и административного состава РККА, ВМФ и НКВД СССР 1935—1943 г. | Список начальствующего военно-хозяйственного и административного состава РККА, ВМФ и НКВД СССР 1935—1943 г. | Список начальствующего военно-хозяйственного и административного состава РККА, ВМФ и НКВД СССР 1935—1943 г. | Список начальствующего военно-хозяйственного и административного состава РККА, ВМФ и НКВД СССР 1935—1943 г. | Список начальствующего военно-хозяйственного и административного состава РККА, ВМФ и НКВД СССР 1935—1943 г. | Список начальствующего военно-хозяйственного и административного состава РККА, ВМФ и НКВД СССР 1935—1943 г. | Список начальствующего военно-хозяйственного и административного состава РККА, ВМФ и НКВД СССР 1935—1943 г.                |
| --- | --- | --- | --- | --- | --- | --- |
| | | | | | | |
| Фамилия имя отчество (годы жизни)                                                                           | Бригинтендант                                                                                               | Дивинтендант                                                                                                | Коринтендант                                                                                                | Полковник интендантской службы                                                                              | Генерал-майор интендантской службы                                                                          | Генерал-лейтенант интендантской службы                                                                                     |
| Абол Эмиль Фрицевич (1892—1938)                                                                             | 20.11.1935                                                                                                  | — | — | — | — | — |
| Абрамсон Лев Маркович (1896—1945)                                                                           | 17.10.1936                                                                                                  | — | — | — | — | — |
| Авдеев Иван Ильич (1888—1964)                                                                               | 19.02.1938 (22.02.1938)                                                                                     | — | — | ? | — | — |
| Агинский Семен Владимирович (1896—1975)                                                                     | ? | — | — | ? | 17.11.1943                                                                                                  | — |
| Айзенберг Иосиф Борисович (1892—1941)                                                                       | 31.12.1939                                                                                                  | — | — | — | — | — |
| Александров Александр Денисович (1903—1945)                                                                 | 03.11.1939                                                                                                  | — | — | ? | — | — |
| Александров Григорий Васильевич (1895—1966)                                                                 | 17.02.1936                                                                                                  | — | — | — | 10.11.1942                                                                                                  | — |
| Александров Кузьма Александрович (1895—1986)                                                                | 02.04.1940                                                                                                  | — | — | ? | — | — |
| Алимов Николай Максимович (1890—1958)                                                                       | 22.02.1938                                                                                                  | — | — | — | 11.05.1944                                                                                                  | — |
| Андреев-Долгов Иннокентий Васильевич (1889—?)                                                               | 31.05.1936                                                                                                  | — | — | — | — | — |
| Анкудинов Иван Яковлевич (1891—1937)                                                                        | — | 26.11.1935                                                                                                  | — | — | — | — |
| Антонов Григорий Васильевич (1893—?)                                                                        | 21.03.1942                                                                                                  | — | — | — | — | — |
| Антохин Иван Трофимович (1894—1941)                                                                         | 02.04.1940                                                                                                  | — | — | — | — | — |
| Апухтин Александр Леонидович (1893—1947)                                                                    | 28.04.1940                                                                                                  | — | — | Инженер-полковник ?                                                                                         | — | — |
| Артемьев Иван Иванович (1892—1949)                                                                          | 02.04.1940                                                                                                  | — | — | ? | — | — |
| Афакиров Петр Тимофеевич (1901—1997)                                                                        | 29.10.1941                                                                                                  | — | — | ? | 27.01.1951 генерал-майор береговой службы (с 05.05.1952 генерал-майор)                                      | — |
| Байков Алексей Павлович (1901—1966)                                                                         | 24.10.1937                                                                                                  | — | — | — | 04.06.1940 генерал-майор артиллерии                                                                         | 24.12.1943 генерал-майор инженерно-технической службы                                                                      |
| Байков Павел Григорьевич (1893—1938)                                                                        | — | 26.11.1935                                                                                                  | — | — | — | — |
| Беккер Семен Иванович (1894—1937)                                                                           | — | 20.11.1935                                                                                                  | — | — | — | — |
| Берзин Эдуард Петрович (1894—1938)                                                                          | — | 10.04.1937                                                                                                  | — | — | — | — |
| Березовский Михаил Яковлевич (1883—1942)                                                                    | 1942 | — | — | — | — | — |
| Берензон Лазарь Израилевич (1898—1956)                                                                      | — | 15.05.1936                                                                                                  | — | — | 22.02.1943                                                                                                  | — |
| Бессонов Иван Иванович (1888—1948)                                                                          | 19.02.1940                                                                                                  | — | — | ? | — | — |
| Блинов Сергей Васильевич (1892—1938)                                                                        | 28.11.1935                                                                                                  | — | — | — | — | — |
| Богданов Петр Никитич (1896—1973)                                                                           | 25.04.1940                                                                                                  | — | — | ? | — | — |
| Богуславский Виктор Николаевич (1894—1938)                                                                  | 26.11.1936                                                                                                  | — | — | — | — | — |
| Бодров Дмитрий Дмитриевич (1898—1937)                                                                       | 01.02.1936                                                                                                  | — | — | — | — | — |
| Борисов Дмитрий Иванович (1889—?)                                                                           | 14.08.1936 (с 27.06.1942 майор государственной безопасности)                                                | — | — | 14.02.1943 полковник государственной безопасности                                                           | — | — |
| Ботнер Стефан Освальдович (1890—1937)                                                                       | 11.04.1936                                                                                                  | — | — | — | — | — |
| Бояров Александр Васильевич (1892—?)                                                                        | 1942 | — | — | ? | — | — |
| Боярский Александр Федорович (1892—1937)                                                                    | 31.05.1936                                                                                                  | — | — | — | — | — |
| Бузников Анатолий Дмитриевич (1888—1939)                                                                    | 28.11.1935                                                                                                  | — | — | — | — | — |
| Валенков Павел Леонтьевич (1895—1943)                                                                       | 21.02.1940                                                                                                  | — | — | ? | — | — |
| Валкаш Карл Гиртович (1889—1943)                                                                            | ? | — | — | Полковник артиллерийско-технической службы                                                                  | — | — |
| Ванаг Адольф Яковлевич (1898—1937)                                                                          | — | 20.11.1935                                                                                                  | — | — | — | — |
| Васильев Василий Васильевич (1897—1972)                                                                     | ? | — | — | — | 25.09.1943                                                                                                  | — |
| Васильев Николай Иванович (1895—1958)                                                                       | 16.08.1938                                                                                                  | — | — | ? | 05.10.1944 генерал-майор                                                                                    | — |
| Вахрамеев Иван Иванович (1885—1965)                                                                         | 31.05.1936                                                                                                  | — | — | ? | — | — |
| Вилесов Александр Иванович (1891—1967)                                                                      | 08.04.1941                                                                                                  | — | — | — | 03.01.1942                                                                                                  | — |
| Винник Даниил Михайлович (1893—1940)                                                                        | 07.01.1939                                                                                                  | — | — | — | — | — |
| Виноградов Иван Алексеевич (1896—1980)                                                                      | ? | — | — | ? | — | — |
| Витковский Павел Петрович (1897—1937)                                                                       | 23.11.1935                                                                                                  | — | — | — | — | — |
| Войно Антон Адамович (1891—1955)                                                                            | 31.03.1940                                                                                                  | — | — | — | 17.11.1942                                                                                                  | — |
| Волков Андрей Сергеевич (1893—1965)                                                                         | 05.12.1936                                                                                                  | — | — | — | 04.06.1940                                                                                                  | 07.06.1943 генерал-лейтенант инженерно-артиллерийской службы (с 20.06.1951 генерал-лейтенант инженерно-технической службы) |
| Волков Аркадий Абрамович (1888—1959)                                                                        | 25.04.1936                                                                                                  | — | — | ? | — | — |
| Волокобинский Михаил Евгеньевич (1890—1953)                                                                 | 02.04.1940                                                                                                  | — | — | — | — | — |
| Вольников Михаил Петрович (1895—1954)                                                                       | 25.07.1937                                                                                                  | — | — | ? | — | — |
| Воробьев Александрович Поликарпович (1899—1952)                                                             | 31.05.1939                                                                                                  | — | — | — | 03.05.1942                                                                                                  | — |
| Герасимов Степан Семенович (1895—1971)                                                                      | 25.04.1940                                                                                                  | — | — | — | 04.06.1940                                                                                                  | — |
| Глудин Иван Иванович (1889—1938)                                                                            | 04.12.1935 (комбриг 15.02.1937)                                                                             | — | — | — | — | — |
| Гольцев Алексей Яковлевич (1900—1968)                                                                       | 28.04.1940                                                                                                  | — | — | ? | — | — |
| Горбанев Федор Авксентьевич (1898—1943)                                                                     | 03.11.1939                                                                                                  | — | — | ? | — | — |
| Горелик Бенциян Менделевич (1900—?)                                                                         | ? | — | — | Подполковник интендантской службы ?                                                                         | — | — |
| Горшков Василий Сергеевич (1887—1937)                                                                       | — | 20.11.1935                                                                                                  | — | — | — | — |
| Громов Василий Иванович (1889—1950)                                                                         | 20.02.1940                                                                                                  | — | — | ? | — | — |
| Гусарев Иван Осипович (1888—1937)                                                                           | 01.02.1936                                                                                                  | — | — | — | — | — |
| Гутор Анатолий Евгеньевич (1877—1960)                                                                       | 17.02.1936                                                                                                  | — | — | ? | — | — |
| Данков Григорий Николаевич (1891—?)                                                                         | 02.04.1940                                                                                                  | — | — | ? | — | — |
| Деркачев Владимир Павлович (1878—1951)                                                                      | 29.04.1939                                                                                                  | — | — | — | 04.06.1940                                                                                                  | — |
| Дзыза Григорий Антонович (1893—1938)                                                                        | — | 20.11.1935                                                                                                  | — | — | — | — |
| Дробот Арсений Иванович (1894—?)                                                                            | 19.09.1940                                                                                                  | — | — | ? | — | — |
| Дударев Иван Ильич (1896—1968)                                                                              | 04.11.1938                                                                                                  | — | — | — | 04.06.1940                                                                                                  | — |
| Дуров Дмитрий Александрович (1895—1966)                                                                     | 23.12.1935                                                                                                  | — | — | ? | 11.07.1945                                                                                                  | — |
| Евтихеев Иван Семенович (1888—1976)                                                                         | 25.04.1940                                                                                                  | — | — | — | 04.06.1940                                                                                                  | — |
| Евтушенко Ермолай Наумович (1883—1938)                                                                      | 28.11.1935                                                                                                  | — | — | — | — | — |
| Ермаков Киприан Деомидович (?)                                                                              | Бригинтендант запаса                                                                                        | — | — | — | — | — |
| Жданович Александр Михайлович (1893—1941)                                                                   | 13.01.1939                                                                                                  | — | — | — | — | — |
| Жижин Николай Кириллович (1894—1968)                                                                        | 25.04.1940                                                                                                  | — | — | — | 17.11.1942                                                                                                  | 11.07.1945 |
| Жильцов Александр Иванович (1896—1941)                                                                      | — | — | 20.11.1935                                                                                                  | — | — | — |
| Жуков Михаил Иосифович (1892—1969)                                                                          | 25.04.1940                                                                                                  | — | — | — | 04.06.1940                                                                                                  | — |
| Забияко Том Васильевич (?)                                                                                  | 23.12.1935                                                                                                  | — | — | — | — | — |
| Загю Михаил Михайлович (1875—1951)                                                                          | 24.01.1936 (с 20.01.1938 комбриг)                                                                           | — | — | — | — | 04.06.1940 генерал-лейтенант                                                                                               |
| Зайцев Александр Александрович (?)                                                                          | 24.10.1937                                                                                                  | — | — | — | — | — |
| Зайцев Яков Саввич (1891—1937)                                                                              | — | 26.11.1936                                                                                                  | — | — | — | — |
| Зафран Иосиф Исаевич (1889—1943)                                                                            | 05.12.1935                                                                                                  | — | — | — | — | — |
| Захаров Петр Прохорович (1895—1953)                                                                         | ? | — | — | — | 17.11.1942                                                                                                  | — |
| Захарченко Александр Федорович (1901—1989)                                                                  | ? | — | — | ? | 22.02.1944                                                                                                  | — |
| Звездин Константин Иванович (1883—1946)                                                                     | 26.11.1936                                                                                                  | — | — | — | 18.05.1943                                                                                                  | — |
| Зимин Арсений Павлович (1894—1938)                                                                          | 31.05.1936                                                                                                  | — | — | — | — | — |
| Зуев Николай Николаевич (1890—?)                                                                            | — | 26.11.1935                                                                                                  | — | — | — | — |
| Иванов Александр Николаевич (1895—1938)                                                                     | 24.12.1935                                                                                                  | — | — | — | — | — |
| Иванов Андрей Иванович (1902—1943)                                                                          | ? | — | — | ? | — | — |
| Иванов Борис Николаевич (1887—1938)                                                                         | — | 20.11.1935                                                                                                  | — | — | — | — |
| Иванов Константин Борисович (1888—1962)                                                                     | 02.04.1940                                                                                                  | — | — | ? | — | — |
| Иванов Нил Иванович (1893—1969)                                                                             | 26.04.1940                                                                                                  | — | — | ? | — | — |
| Иванов-Берглунд Михаил Сергеевич (1896—1940)                                                                | 23.12.1935                                                                                                  | — | — | — | — | — |
| Илатовский Николай Абрамович (1888—1966)                                                                    | 23.11.1935                                                                                                  | — | — | ? | — | — |
| Ильин Борис Владимирович (1888—1964)                                                                        | Бригинтендант запаса                                                                                        | — | — | — | — | — |
| Иозеп Александр Иванович (1898—1973)                                                                        | 23.12.1935                                                                                                  | — | — | 07.03.1943                                                                                                  | — | — |
| Иоффе Моисей Борисович (1895—1950)                                                                          | 23.12.1935                                                                                                  | — | — | ? | — | — |
| Казимиров Вениамин Иванович (1897—1969)                                                                     | 21.04.1936 (14.08.1936)                                                                                     | — | — | 08.07.1957                                                                                                  | — | — |
| Калачев Андрей Дмитриевич (1894—1964)                                                                       | 20.02.1938 (с 05.02.1939 комбриг)                                                                           | — | — | — | 04.06.1940                                                                                                  | — |
| Калинин Семен Иванович (1900—1938)                                                                          | 02.12.1935                                                                                                  | — | — | — | — | — |
| Капалыгин Александр Федорович (1897—?)                                                                      | 08.07.1939                                                                                                  | — | — | ? | — | — |
| Каплан Роберт Ионович (1891—1982)                                                                           | 02.04.1940                                                                                                  | — | — | ? | — | — |
| Карпинский Николай Николаевич (1900—1961)                                                                   | 31.12.1939                                                                                                  | — | — | — | 03.05.1942                                                                                                  | 11.05.1944 |
| Карпухин Павел Васильевич (1900—1977)                                                                       | 26.11.1936                                                                                                  | — | — | — | 22.02.1943                                                                                                  | — |
| Кисляков Петр Алексеевич (1888—1963)                                                                        | 29.11.1939 (31.12.1939)                                                                                     | — | — | — | — | — |
| Клебанов Карп Моисеевич (1901—1962)                                                                         | 17.09.1939                                                                                                  | — | — | ? | 01.07.1945                                                                                                  | — |
| Клименков Иван Иванович (1885—?)                                                                            | 03.12.1940                                                                                                  | — | — | Полковник административной службы ?                                                                         | — | — |
| Князев Павел Григорьевич (1892—1938)                                                                        | — | 26.11.1935                                                                                                  | — | — | — | — |
| Ковырзин Алексей Георгиевич (1901—1947)                                                                     | 21.03.1940                                                                                                  | — | — | — | 10.11.1942                                                                                                  | — |
| Колесников Федор Алексеевич (1895—?)                                                                        | 06.10.1941                                                                                                  | — | — | — | — | — |
| Колпаков Архип Иванович (1892—1944)                                                                         | ? | — | — | — | 17.06.1942                                                                                                  | — |
| Колядко Лука Семенович (1887—1966)                                                                          | 29.11.1939                                                                                                  | — | — | — | 04.06.1940                                                                                                  | — |
| Комаровский Зиновий Соломонович (1895—1939)                                                                 | — | 17.02.1936                                                                                                  | — | — | — | — |
| Косич Дмитрий Иосифович (1886—1937)                                                                         | — | — | 20.11.1935                                                                                                  | — | — | — |
| Кочубей Александр Михайлович (1883—1974)                                                                    | 21.02.1939                                                                                                  | — | — | ? | — | — |
| Кравчуновский Николай Афанасьевич (1902—?)                                                                  | 31.05.1936                                                                                                  | — | — | ? | — | — |
| Красненков Афанасий Михайлович (1888—1941)                                                                  | 25.04.1940                                                                                                  | — | — | — | — | — |
| Кривоногов Василий Иванович (1900—?)                                                                        | ? | — | — | ? | — | — |
| Круглов Василий Александрович (?)                                                                           | 02.04.1940                                                                                                  | 08.07.1940                                                                                                  | — | — | — | — |
| Крутов Григорий Максимович (1894—1938)                                                                      | — | Дивинтендант запаса 13.04.1937                                                                              | — | — | — | — |
| Кузнецов Алексей Афанасьевич (1895—?)                                                                       | ? | — | — | ? | — | — |
| Кукушкин Григорий Вавилович (1890—1967)                                                                     | 02.04.1940                                                                                                  | — | — | ? | — | — |
| Купреев Александр Клавдиевич (1900—1975)                                                                    | 31.03.1939 (с 19.12.1939 комбриг)                                                                           | — | — | — | 04.06.1940                                                                                                  | 22.01.1944 |
| Купрюхин Андрей Михайлович (1893—1942)                                                                      | 26.11.1935                                                                                                  | — | — | — | — | — |
| Курков Петр Иванович (1889—1937)                                                                            | — | 26.11.1935                                                                                                  | — | — | — | — |
| Курехин Иван Тимофеевич (1897—1951)                                                                         | 04.01.1941                                                                                                  | — | — | — | 13.12.1942                                                                                                  | — |
| Кутузов Никифор Иванович (1895—1961)                                                                        | 24.10.1937                                                                                                  | 22.02.1938                                                                                                  | — | — | 10.11.1942                                                                                                  | — |
| Латсон-Крашинский Освальд Петрович (1892—1938)                                                              | — | 20.11.1935                                                                                                  | — | — | — | — |
| Лебедев Анатолий Николаевич (1892—1972)                                                                     | 27.04.1939                                                                                                  | — | — | — | 21.05.1941                                                                                                  | 24.05.1945 |
| Лебедев-Кумач Василий Иванович (1898—1949)                                                                  | Бригинтендант запаса (с 20.04.1942 бригадный комиссар)                                                      | — | — | — | — | — |
| Левачев Анатолий Михайлович (1890—1937)                                                                     | — | 17.02.1936                                                                                                  | — | — | — | — |
| Левентов Наум Маркович (1894—1982)                                                                          | 11.05.1940                                                                                                  | — | — | — | 03.05.1942                                                                                                  | — |
| Лешко Михаил Степанович (1891—1974)                                                                         | — | 26.11.1936                                                                                                  | — | — | 10.11.1942                                                                                                  | — |
| Лобанов Николай Васильевич (1894—1950)                                                                      | 15.06.1936                                                                                                  | — | — | ? | — | — |
| Логинов Иван Михайлович (1892—1959)                                                                         | — | 28.11.1935                                                                                                  | — | — | 04.06.1940                                                                                                  | 01.09.1943 |
| Лоос Август Симмович (1893—1941)                                                                            | — | 26.11.1936                                                                                                  | — | — | — | — |
| Лосиков Николай Александрович (1895—1966)                                                                   | 17.04.1939                                                                                                  | — | — | — | 10.11.1942                                                                                                  | — |
| Лукашевич Сергей Прокофьевич (1888—1941)                                                                    | 31.05.1935 (с 07.01.1939 бригадный комиссар)                                                                | — | — | — | — | — |
| Лукин Иосиф Николаевич (1894—?)                                                                             | Бригинтендант запаса 13.04.1936                                                                             | — | — | — | — | — |
| Луначарский Лев Михайлович (1886—1979)                                                                      | 05.03.1940                                                                                                  | — | — | ? | — | — |
| Лурье Исаак Александрович (1890—1956)                                                                       | 26.04.1940                                                                                                  | — | — | Инженер-полковник ?                                                                                         | — | — |
| Лысов Николай Иванович (1891—1973)                                                                          | 02.04.1940                                                                                                  | — | — | Полковник административной службы ?                                                                         | — | — |
| Ляскоронский Михаил Филиппович (1884—1943)                                                                  | 03.12.1940                                                                                                  | — | — | Полковник административной службы ?                                                                         | — | — |
| Макарихин Василий Георгиевич (1893—?)                                                                       | 11.11.1939                                                                                                  | — | — | ? | — | — |
| Максимов Сергей Максимович (1886—1967)                                                                      | — | 26.11.1935                                                                                                  | — | ? | — | — |
| Матвеев Арсений Романович (?)                                                                               | 14.03.1936                                                                                                  | — | — | — | — | — |
| Махов Василий Владимирович (1885—1941)                                                                      | 26.04.1936                                                                                                  | — | — | — | — | — |
| Махонин Вячеслав Андреевич (?)                                                                              | — | Дивинтендант запаса 15.12.1936                                                                              | — | — | — | — |
| Медведев Михаил Васильевич (1897—?)                                                                         | ? | — | — | ? | — | — |
| Меньчуков Евгений Александрович (1879—1938)                                                                 | 17.02.1936                                                                                                  | — | — | — | — | — |
| Михалькевич Иван Игнатьевич (1895—1989)                                                                     | 24.10.1937                                                                                                  | — | — | — | 27.01.1943 генерал-майор инженерно-танковой службы                                                          | — |
| Монахов Николай Меркурьевич (1901—1939)                                                                     | 04.03.1938                                                                                                  | — | — | — | — | — |
| Надежин Владимир Александрович (1894—1949)                                                                  | 02.04.1940 (26.04.1940)                                                                                     | — | — | ? | — | — |
| Немцев Александр Павлович (1895—?)                                                                          | 02.04.1940                                                                                                  | — | — | ? | — | — |
| Новоселов Петр Иванович (1892—1975)                                                                         | 31.12.1939                                                                                                  | — | — | — | 07.12.1942                                                                                                  | — |
| Носков Павел Александрович (1899—1945)                                                                      | 21.03.1940                                                                                                  | — | — | ? | 16.10.1943                                                                                                  | — |
| Осипов Василий Васильевич (?)                                                                               | 16.05.1939                                                                                                  | — | — | — | — | — |
| Ошлей Петр Матвеевич (1886—1938)                                                                            | — | — | 20.11.1935                                                                                                  | — | — | — |
| Павлов Григорий Дмитриевич (1894—1965)                                                                      | 13.05.1939 (из майора милиции 21.10.1937)                                                                   | — | — | 24.02.1943 полковник                                                                                        | — | — |
| Пагудо Федор Пахомович (1897—1957)                                                                          | 17.02.1936                                                                                                  | — | — | — | 11.02.1942                                                                                                  | — |
| Панин Николай Иванович (1891—1965)                                                                          | 16.08.1938                                                                                                  | — | — | ? | — | — |
| Певзнер Иосиф Борисович (1894—1938)                                                                         | 05.12.1935                                                                                                  | — | — | — | — | — |
| Перцовский Захарий Давыдович (1898—1938)                                                                    | 20.11.1935                                                                                                  | — | — | — | — | — |
| Петерсон Рудольф Августович (1897—1937)                                                                     | — | 20.11.1935                                                                                                  | — | — | — | — |
| Петров Андрей Андреевич (1901—?)                                                                            | 01.04.1940                                                                                                  | — | — | ? | — | — |
| Петров Сергей Семенович (1892—1948)                                                                         | 26.04.1940                                                                                                  | — | — | — | 04.06.1940                                                                                                  | — |
| Петрович Николай Григорьевич (1888—1958)                                                                    | 02.12.1935                                                                                                  | — | — | — | 07.12.1942                                                                                                  | — |
| Пешков Иван Яковлевич (1892—1968)                                                                           | ? | — | — | ? | 25.09.1944                                                                                                  | — |
| Пименов Алексей Афанасьевич (1892—?)                                                                        | ? | — | — | ? | — | — |
| Пичугин Всеволод Иванович (1888—1961)                                                                       | 02.04.1940                                                                                                  | — | — | ? | — | — |
| Плетнев Анатолий Аркадьевич (1894—1970)                                                                     | 02.04.1940                                                                                                  | — | — | — | 16.10.1943                                                                                                  | — |
| Плинер Израиль Израилевич (1896—1939)                                                                       | — | 08.04.1936                                                                                                  | — | — | — | — |
| Покрасс Дмитрий Яковлевич (1899—1978)                                                                       | Бригинтендант запаса ?                                                                                      | — | — | — | — | — |
| Попов Давыд Николаевич (1894—1977)                                                                          | 25.04.1940                                                                                                  | — | — | ? | — | — |
| Преттер Карл Александрович (1896—1939)                                                                      | 02.12.1935                                                                                                  | — | — | — | — | — |
| Прошкин Иван Григорьевич (1889—1938)                                                                        | — | 26.11.1935                                                                                                  | — | — | — | — |
| Пряничников Иван Алексеевич (1888—?)                                                                        | 02.04.1940 (26.04.1940)                                                                                     | — | — | ? | — | — |
| Пряхин Андрей Григорьевич (1896—1969)                                                                       | 03.11.1939                                                                                                  | — | — | ? | — | — |
| Пушкин Иван Иванович (1891—1941)                                                                            | 02.03.1940                                                                                                  | — | — | — | — | — |
| Рабинер Юрий Ильич (1898—1961)                                                                              | 28.04.1940                                                                                                  | — | — | — | 17.03.1943                                                                                                  | — |
| Ревзин Михаил Семенович (1896—1939)                                                                         | 23.12.1935                                                                                                  | — | — | — | — | — |
| Редлих Оскар Эрнестович (1898—1967)                                                                         | 05.02.1936                                                                                                  | — | — | — | — | — |
| Ремизов Константин Федорович (1894—1961)                                                                    | 26.04.1940                                                                                                  | — | — | 11.04.1942                                                                                                  | 27.06.1945                                                                                                  | 03.11.1951 |
| Риске Константин Августович (1894—1964)                                                                     | 19.02.1940                                                                                                  | — | — | ? | — | — |
| Руднев Борис Николаевич (1893—1938)                                                                         | — | 17.02.1936                                                                                                  | — | — | — | — |
| Рукосуев Борис Николаевич (1892—?)                                                                          | Бригинтендант запаса ?                                                                                      | — | — | ? | — | — |
| Рывкин Исай Яковлевич (1901—1970)                                                                           | 19.04.1938                                                                                                  | — | — | — | 03.05.1942                                                                                                  | — |
| Рымарь Ефим Михайлович (1895—?)                                                                             | ? | — | — | ? | — | — |
| Рябов Дмитрий Митрофанович (1894—1949)                                                                      | 16.08.1938                                                                                                  | — | — | ? | — | — |
| Рязанов Василий Васильевич (1891—1970)                                                                      | 02.04.1940                                                                                                  | — | — | Полковник административной службы ?                                                                         | — | — |
| Савинов Иосиф Николаевич (1892—1959)                                                                        | ? | — | — | — | — | — |
| Самуйлов Василий Иванович (1883—?)                                                                          | 17.02.1936 (с 22.01.1938 комбриг)                                                                           | — | — | Полковник ?                                                                                                 | — | — |
| Саттеруп Дмитрий Владимирович (1873—1940)                                                                   | 17.02.1936                                                                                                  | — | — | — | — | — |
| Сафонцев Петр Васильевич (1899—1986)                                                                        | 22.02.1938                                                                                                  | — | — | ? | — | — |
| Сергеев Иван Сергеевич (1878—1948)                                                                          | 30.11.1940                                                                                                  | — | — | ? | — | — |
| Сидоров Алексей Филиппович (1895—1968)                                                                      | 02.04.1940                                                                                                  | — | — | — | 04.06.1940                                                                                                  | — |
| Синцов Владимир Дмитриевич (1894—1972)                                                                      | 19.09.1940                                                                                                  | — | — | Полковник артиллерийско-технической службы ?                                                                | — | — |
| Сквозняков Александр Николаевич (1890—1944)                                                                 | 25.04.1940                                                                                                  | — | — | 22.02.1943                                                                                                  | — | — |
| Соболев Алексей Николаевич (1897—1975)                                                                      | 11.12.1940                                                                                                  | — | — | ? | — | — |
| Соколов Александр Михайлович (1899—1953)                                                                    | — | 20.11.1935                                                                                                  | — | — | — | — |
| Спасов Василий Арсеньевич (1895—1981)                                                                       | 07.06.1939                                                                                                  | — | — | ? | — | — |
| Станьковский Николай Владимирович (1885—1938)                                                               | — | 26.11.1935                                                                                                  | — | — | — | — |
| Ступин Павел Михайлович (1894—1980)                                                                         | 19.04.1936                                                                                                  | — | — | — | 17.10.1942 генерал-майор авиации                                                                            | 01.07.1944 генерал-лейтенант авиации                                                                                       |
| Труханин Михаил Захарович (1893—1938)                                                                       | 02.12.1935                                                                                                  | — | — | — | — | — |
| Удалов Петр Кузьмич (1878—1946)                                                                             | 02.04.1940                                                                                                  | — | — | Полковник ?                                                                                                 | — | — |
| Устин-Тищенко Георгий Михайлович (1893—1964)                                                                | 02.04.1940                                                                                                  | — | — | ? | — | — |
| Ушаков Николай Иванович (1895—?)                                                                            | 25.04.1940                                                                                                  | — | — | Полковник административной службы ?                                                                         | — | — |
| Федоров Василий Федорович (1895—1937)                                                                       | — | 20.11.1935                                                                                                  | — | — | — | — |
| Федюнин Николай Афанасьевич (1893—1948)                                                                     | 25.04.1940                                                                                                  | — | — | ? | — | — |
| Филиппов Константин Сидорович (1878—1942)                                                                   | 1942 | — | — | — | — | — |
| Финогенов Михаил Иванович (1888—1943)                                                                       | 17.02.1938 (22.02.1938)                                                                                     | — | — | — | 04.06.1940                                                                                                  | — |
| Френкель Нафталий Аронович (1883—1960)                                                                      | — | 13.09.1937                                                                                                  | Коринженер 28.03.1939                                                                                       | — | 22.02.1943 генерал-майор инженерно-технической службы                                                       | 29.10.1943 генерал-лейтенант инженерно-технической службы                                                                  |
| Фролов Владимир Александрович (1882—?)                                                                      | Бригинтендант запаса ?                                                                                      | — | — | ? | — | — |
| Харчистов Федор Иванович (1890—1949)                                                                        | 25.04.1940                                                                                                  | — | — | ? | 20.04.1945                                                                                                  | — |
| Хмара Иван Григорьевич (1888—1983)                                                                          | 25.04.1940                                                                                                  | — | — | — | 17.11.1942                                                                                                  | — |
| Хотенко Яков Алексеевич (1900—1976)                                                                         | 04.11.1939                                                                                                  | — | — | — | 04.06.1940                                                                                                  | 29.10.1943 |
| Черневский Всеволод Николаевич (1895—1938)                                                                  | 20.01.1937                                                                                                  | — | — | — | — | — |
| Черникеев Василий Васильевич (1892—1947)                                                                    | 02.04.1940                                                                                                  | — | — | — | — | — |
| Чернышев Семен Петрович (1896—1936)                                                                         | — | 23.12.1935                                                                                                  | — | — | — | — |
| Чибарь Яков Акимович (1893—?)                                                                               | 05.12.1935                                                                                                  | — | — | Полковник ?                                                                                                 | — | — |
| Чумаков Михаил Иванович (1884—1957)                                                                         | 14.03.1936                                                                                                  | — | — | — | 21.04.1943                                                                                                  | — |
| Шапиро Макс Ильич (1891—1941)                                                                               | 24.12.1935                                                                                                  | — | — | — | — | — |
| Шведов Николай Кондратьевич (1892—1965)                                                                     | 25.04.1940                                                                                                  | — | — | Полковник артиллерийско-технической службы ?                                                                | 18.11.1944                                                                                                  | — |
| Шевчук Константин Макарович (1879—?)                                                                        | Бригинтендант запаса ?                                                                                      | — | — | ? | — | — |
| Шибанов Константин Михайлович (1893—?)                                                                      | 19.02.1940                                                                                                  | — | — | ? | — | — |
| Шигалин Григорий Иванович (1894—1967)                                                                       | 02.04.1940                                                                                                  | — | — | ? | — | — |
| Шиганов Федор Георгиевич (1882—1937)                                                                        | 31.05.1936                                                                                                  | — | — | — | — | — |
| Шилов Афанасий Митрофанович (1892—1954)                                                                     | 25.04.1940                                                                                                  | — | — | — | 04.06.1940                                                                                                  | 05.10.1944 |
| Ширягин Сергей Иванович (1894—1979)                                                                         | 02.04.1940                                                                                                  | — | — | 21.09.1943                                                                                                  | 19.04.1945                                                                                                  | — |
| Школьников Альберт Евгеньевич (1891—1979)                                                                   | 04.03.1938                                                                                                  | — | — | ? | 17.01.1944                                                                                                  | — |
| Шнеерсон Моисей Борисович (1901—1939)                                                                       | 08.04.1936                                                                                                  | — | — | — | — | — |
| Щербаков Иван Сергеевич (1890—1940)                                                                         | 25.04.1940                                                                                                  | — | — | — | — | — |
| Щетинин Павел Афанасьевич (1893—1938)                                                                       | 26.11.1935                                                                                                  | — | — | — | — | — |
| Языков Семен Павлович (1889—1944)                                                                           | 02.12.1935                                                                                                  | 08.07.1939                                                                                                  | — | — | 04.06.1940                                                                                                  | 22.01.1944 |
| Яковлев Леонид Дмитриевич (1882—1944)                                                                       | 02.04.1940                                                                                                  | — | — | — | — | — |
| Яковлев Михаил Михайлович (1890—1960)                                                                       | 26.04.1940                                                                                                  | — | — | ? | — | — |
| Яковлев Яков Яковлевич (1893—1973)                                                                          | 14.02.1938                                                                                                  | — | — | — | 03.01.1942                                                                                                  | 24.05.1945 |